# Gağant
Gağant ist armenisch und bedeutet reiche Mahlzeit. Zum Neujahrsfest, am 31. Dezember, wird Yılbaşı Çöreği (großes, rundes Brot mit Honig) gebacken und Aşure (eine Art Früchtepudding) vorbereitet. Die ganze Familie versammelt sich um den Tisch. Am Morgen des Neujahrstages verteilt man dann die Samen eines Granatapfels.